# Anatole Abragam
Anatole Abragam (Griva, Letônia, 15 de dezembro de 1914 — 8 de junho de 2011) foi um físico francês de origem russa.
Contribuiu significativamente no campo da ressonância magnética nuclear.

## Publicações
- Principles of Nuclear Magnetism
- Electron Paramagnetic Resonance of Transisition Ions (com B. Bleaney), Oxford University Press, 1977
- Time Reversal, an autobiography, Oxford University Press, 1989